# مقعد بن حدري الهذلي
مقعد بن حدري بن ضمين بن عمير الحتيرشي الهذلي أمير هذيل تربة من أشهر فرسان العرب في بادية نجد وله مربط مقيديحه ومربط صغيرة وهي العبية الصغيرة ام التوادي فرس ابن حتيرش التي عليها المثل مربط الفرس وتنسب له من الارسان الصقلاوية والمعنقية والكحيلة الحدري. وله العديد من القصائد والحكايات التي يتناقلها ابناء عشيرته.

## نسبه
- مقعد بن حدري بن ضمين بن عمير بن مسعود بن شداد (عياض) بن محسن بن عياض بن حتيرش بن جميل الهذلي، من الحتارشة الذي يعود نسبهم الى بني جريب بن سعد بن هذيل بن مدركة بن الياس بن مضر بن نزار بن معد بن عدنان.

## شهرته
تنسب له المعنقية الحدرية أو الحدرجية وهي الارسان الحدرانية, وهي أحد أنواع الخيل العربية الأصيلة, وهي معنقية إبن سبيل التي قلع رسنها في منتصف القرن التاسع عشر من إبن سبيل من القمصة من السبعة من عنزة, وذلك كما ورد في كتاب النبلاء وكتاب البدو لكارل رضوان الملقب بالرويلي ورحلة الليدي آن بلنت ومذكرات الشريف عبد الله الأول بن الحسين وجميع كتب أنساب الخيل الحديثة. وكانت عزوته خيال الشعثاء واخو منيرة وهو القائل. 

## خيول شهيرة من الرسن الحدري
- الحصان فلاينج تشيلدرز والذي يعد أشهر حصان سفاد عرف في التاريخ.
- الحصان Darley Arabian دارلي ارابيان الذي أسست عليه خيول توروبريد Thoroughbred وهوأعلى شعار يعطى كرمز لجودة الإسطبلات وهو شعار دارلي.
- الحصان اكليبس وإسمه بمعنى الخسوف وهو الاسطورة الذي ينسب له 95% من الخيول العربية المستوردة وهو أشهر حصان سباق في التاريخ حيث كسب 18 فوز في سنة ونصف السنة دون أن يضرب بسوط أو يحزه مهماز وما زال هيكله العظمي في جامعة رويال للبحوث ومن احفاده من الاب الحصان بلوسكن حصان جورج واشنطن.
- حصان نابليون وإسمه المعنكي ماريينجو وهو الذي كان يريد أن يعبر عليه جبال الألب والذي نصب له بعد نفوقه تمثال لا يزال يزار كمعلم في فرنسا,
- الصقلاوية الحدرية, وهي صقلاوية إبن شعلان الجدرانية, وهي أشهر الخيول وأغلاها في العالم.
- الحصان ميراج الاسطورة سراب صقلاوي جدراني حدرجي لايزال يحتفظ بهيكله العظمي في إحدى الجامعات الغربية للبحوث.
- الكحيلة الحدرية.

## ما قيل فيه من شعراء البادية
يقول بخيت العطاوي في معركة سفوة.
ويقول براك بن بركات أمير الشيابين من عتيبة.

ويقول ابن سحمان. 

ويقول عجل بن نهية شيخ المطارفة من هذيل بعد مجاورته لابن حدري.
قصيدة دهيس الهمرق في ذلوله بعد ان اخذها جمل بن مهدي وناس من هذيل وأداء الشيخ مقعد بن حدري لها هي والبندق وتعويضه عن ما فقد من الرصاص بجوخة.
قال فيه زبار الغندور احد فرسان الكرزان.

## عنه
ورد في سيرته انه قد شارك في معارك كثير مع قبيلة عتيبة وقبيلة الحفاه خاصة فقد خاض غمار معركة مع قبيلة الحفاه ضد البقوم على راس الشيخ والفارس مقعد بن حدري الهذلي في معركة المنقا في جبل النير المعروف على طريق الحجاز القديم وقد اشتهر فعله في تلك المعركة فكسرت رجله أثناء المعركة سنة ( 1330هـ كما ذكره مؤرخ نجد ابن بليهد) فنقلوه جماعته الحفاه إلى بلدة ( الشعراء ) كسيراً، لكونهم قد بذلوا جهدا كبيرا في تلك المعركة وضافوا أمير الشعراء ( ابن مسعود ) وطلب منهم إن يتركوه عنده لعلاجه وجبر كسره لأنه صوب ولا يحتمل السفر على الهجن والخيل فتركوا فيحان الرقاص عنده معززاً مكرماً، وتجهوا إلى مضارب قبيلتهم التي كانت تقطن على الاشعرية وانشغلوا في شئونهم لان البادية في ذلك الوقت هم الذين يقومون بجميع أعمالهم وحراسة حلالهم وسقيه والتصدي إلى أي غزو مفاجئ على القبيلة دفاعا عن أموالهم في ذلك الوقت فتجد الرجال مستعدين إلى القتال في أي وقت وقد طالت المدة على الفارس فيحان الرقاص دون إن يجبر كسره أو يأتونه جماعته، فبعث لهم قصيده يحثهم على الوصال معه وعدم تركه والرحيل به إلا أهله وعندما جاءتهم القصيدة وسمعوها حرّكت مشاعرهم فما منهم إلاّ أن أرسلوا أربع من الهجن وعليها ثمانية من خيار رجال القبيلة إلى الشعراء فطلبوا من ابن مسعود إن يسمح لهم بنقله إلى ديار ربعه ونقلوه بعد ذلك في ناقله تشبه لنعش الميّت على أكتافهم حيث ينقله أربعة وأربعه راكبين على الهجن فإذا تعبوا اللذين ينقلونه نزل اللذين على الهجن وقاموا بحمله. استمروا على هذه الحالة حتى وصلوا إلى أهلهم وقال قصيده لربعه يحثهم فيها. 